# Microcerculus
Microcerculus là một chi chim trong họ Troglodytidae.